# Campeonato de Primera División C 1985 (Argentina)
El Campeonato de Primera División C 1985 fue la quincuagésima primera temporada del certamen de la tercera categoría del fútbol argentino. Se disputó entre el 23 de febrero y el 21 de diciembre de 1985.
Los nuevos participantes fueron Arsenal y Armenio, descendidos de la Primera B 1984, y Dock Sud y Defensores de Cambaceres, campeón y ganador del Reducido de la Primera D, respectivamente.
El certamen consagró campeón por primera vez a Defensa y Justicia, tras vencer por 7 a 0 a Barracas Central a falta de 3 fechas, y obtuvo el ascenso. Por su parte, Armenio resultó ganador del Torneo Reducido y obtuvo el segundo ascenso

## Ascensos y descensos
| Pos. | Ascendidos a la Primera B 1985 |
| ---- | ------------------------------ |
| 1°   | San Miguel                     |
| Red. | Villa Dálmine                  |

| Pos. | Descendidos de la Primera B 1984 |
| ---- | -------------------------------- |
| 21°  | Arsenal                          |
| 22°  | Deportivo Armenio                |

| Pos. | Ascendidos de la Primera D 1984 |
| ---- | ------------------------------- |
| C    | Dock Sud                        |
| Red. | Defensores de Cambaceres        |

| Pos. | Descendidos a la Primera D 1985 |
| ---- | ------------------------------- |
| 19°  | Muñiz                           |
| 20°  | General Lamadrid                |

## Formato
Los equipos se enfrentaron bajo el sistema de todos contra todos a 2 ruedas. El equipo con mayor puntaje se consagró campeón y obtuvo el ascenso, mientras que los 8 equipos siguientes con mayor puntaje disputaron el Torneo Reducido por un segundo ascenso.
Los dos equipos peor posicionados en la Tabla de Promedios descendieron.

## Equipos participantes
| Equipo               | Ciudad           | Estadio                 | Capacidad |
| -------------------- | ---------------- | ----------------------- | --------- |
| Almagro              | José Ingenieros  | Tres de Febrero         | 18.000    |
| Argentino de Quilmes | Quilmes          | Argentino de Quilmes    | 7000      |
| Arsenal              | Sarandí          | Julio Humberto Grondona | 5900      |
| Barracas Central     | Buenos Aires     | Olavarría y Luna        | 2000      |
| Berazategui          | Berazategui      | Norman Lee              | 5500      |
| Central Córdoba      | Rosario          | Gabino Sosa             | 10 000    |
| Colegiales           | Munro            | Libertarios Unidos      | 6000      |
| Comunicaciones       | Buenos Aires     | Alfredo Ramos           | 3500      |
| Defensa y Justicia   | Florencio Varela | Gral. San Martín        | 8000      |
| Def. de Cambaceres   | Ensenada         | 12 de Octubre           | 3000      |
| Defensores Unidos    | Zárate           | Gigante de Villa Fox    | 6000      |
| Deportivo Armenio    | Buenos Aires     | No posee                | 9000      |
| Deportivo Merlo      | Merlo            | José Manuel Moreno      | 7500      |
| Dock Sud             | Dock Sud         | De Los Inmigrantes      | 9500      |
| Excursionistas       | Buenos Aires     | Excursionistas          | 7200      |
| Flandria             | Jáuregui         | Carlos V                | 5000      |
| Ituzaingó            | Ituzaingó        | Ituzaingó               | 3500      |
| San Martín           | Burzaco          | Francisco Boga          | 5000      |
| San Telmo            | Dock Sud         | Dr. Osvaldo Baletto     | 10 500    |
| Tristán Suárez       | Ezeiza           | 20 de Octubre           | 15 000    |

### Distribución geográfica de los equipos
| Región                                   | Cant. | Equipos |
| ---------------------------------------- | ----- | --- |
| Conurbano bonaerense                     | 12    | Almagro, Argentino de Quilmes, Arsenal, Berazategui, Colegiales, Defensa y Justicia, Deportivo Merlo, Dock Sud, Ituzaingó, San Martín, San Telmo y Tristán Suárez |
| Ciudad de Buenos Aires                   | 4     | Barracas Central, Comunicaciones, Deportivo Armenio y Excursionistas                                                                                              |
| Interior de la provincia de Buenos Aires | 2     | Defensores Unidos y Flandria |
| Gran La Plata                            | 1     | Defensores de Cambaceres |
| Ciudad de Rosario                        | 1     | Central Córdoba (R) |

## Tabla de posiciones
| Pos. | Equipo                   | Pts. | PJ | PG | PE | PP | GF | GC | Dif. |
| ---- | ------------------------ | ---- | -- | -- | -- | -- | -- | -- | ---- |
| 1.º  | Defensa y Justicia       | 57   | 38 | 23 | 11 | 4  | 67 | 25 | 42   |
| 2.º  | Tristán Suárez           | 51   | 38 | 19 | 13 | 6  | 64 | 37 | 27   |
| 3.º  | Excursionistas           | 51   | 38 | 21 | 9  | 8  | 72 | 46 | 26   |
| 4.º  | Deportivo Armenio        | 51   | 38 | 17 | 17 | 4  | 51 | 32 | 19   |
| 5.º  | Ituzaingó                | 49   | 38 | 18 | 13 | 7  | 49 | 29 | 20   |
| 6.º  | Arsenal de Sarandí       | 45   | 38 | 17 | 11 | 10 | 46 | 32 | 14   |
| 7.º  | Deportivo Merlo          | 45   | 38 | 15 | 15 | 8  | 60 | 48 | 12   |
| 8.º  | Almagro                  | 44   | 38 | 17 | 10 | 11 | 65 | 41 | 24   |
| 9.º  | Dock Sud                 | 44   | 38 | 15 | 14 | 9  | 61 | 47 | 14   |
| 10.º | Flandria                 | 40   | 38 | 13 | 14 | 11 | 58 | 46 | 12   |
| 11.º | Comunicaciones           | 36   | 38 | 13 | 10 | 15 | 48 | 54 | −6   |
| 12.º | Central Córdoba (R)      | 36   | 38 | 12 | 12 | 14 | 49 | 58 | −9   |
| 13.º | Defensores de Cambaceres | 30   | 38 | 11 | 8  | 19 | 47 | 55 | −8   |
| 14.º | Argentino de Quilmes     | 29   | 38 | 9  | 11 | 18 | 49 | 64 | −15  |
| 15.º | Defensores Unidos        | 29   | 38 | 8  | 13 | 17 | 46 | 64 | −18  |
| 16.º | Colegiales               | 27   | 38 | 9  | 9  | 20 | 48 | 77 | −29  |
| 17.º | San Telmo                | 26   | 38 | 7  | 12 | 19 | 49 | 69 | −20  |
| 18.º | Berazategui              | 26   | 38 | 8  | 10 | 20 | 34 | 59 | −25  |
| 19.º | San Martín de Burzaco    | 24   | 38 | 7  | 10 | 21 | 42 | 80 | −38  |
| 20.º | Barracas Central         | 20   | 38 | 5  | 10 | 23 | 34 | 76 | −42  |

|  | Se consagró campeón y ascendió a la Primera B |
|  | Clasificó al Torneo Reducido                  |

## Resultados
| Defensa y Justicia    | 1 - 2 | Argentino de Quilmes     | Gral. Don José de San Martín | 23 de febrero |
| Almagro               | 1 - 1 | Colegiales               | Tres de Febrero              | 23 de febrero |
| Arsenal de Sarandí    | 2 - 1 | Flandria                 | El Viaducto                  | 23 de febrero |
| Central Córdoba (R)   | 2 - 1 | Dock Sud                 | Gabino Sosa                  | 23 de febrero |
| San Martín de Burzaco | 2 - 2 | Deportivo Armenio        | Francisco Boga               | 23 de febrero |
| Comunicaciones        | 2 - 0 | Deportivo Merlo          | Comunicaciones               | 23 de febrero |
| Defensores Unidos     | 1 - 2 | Excursionistas           | Gigante de Villa Fox         | 23 de febrero |
| San Telmo             | 2 - 1 | Defensores de Cambaceres | Pampa y Miñones              | 23 de febrero |
| Ituzaingó             | 2 - 1 | Barracas Central         | Pacheco y Mariano Acosta     | 23 de febrero |
| Tristán Suárez        | 2 - 1 | Berazategui              | Moreno y Fariña              | 23 de febrero |

| Colegiales               | 2 - 1 | San Telmo             | Médanos y Boyacá            | 2 de marzo |
| Deportivo Armenio        | 2 - 2 | Barracas Central      | Juan Pasquale               | 2 de marzo |
| Comunicaciones           | 2 - 1 | Ituzaingó             | Comunicaciones              | 2 de marzo |
| Deportivo Merlo          | 3 - 1 | Almagro               | José Manuel Moreno          | 2 de marzo |
| Defensores de Cambaceres | 1 - 2 | Arsenal de Sarandí    | Camino Rivadavia y Quintana | 2 de marzo |
| Flandria                 | 2 - 1 | Tristán Suárez        | Carlos V                    | 2 de marzo |
| Berazategui              | 1 - 1 | Defensa y Justicia    | Norman Lee                  | 2 de marzo |
| Argentino de Quilmes     | 0 - 0 | Central Córdoba (R)   | Argentino de Quilmes        | 2 de marzo |
| Dock Sud                 | 1 - 1 | Defensores Unidos     | De Los Inmigrantes          | 2 de marzo |
| Excursionistas           | 3 - 2 | San Martín de Burzaco | Pampa y Miñones             | 2 de marzo |

| Arsenal de Sarandí    | 3 - 0 | Colegiales               | El Viaducto                  | 9 de marzo |
| Ituzaingó             | 0 - 0 | Deportivo Armenio        | Pacheco y Mariano Acosta     | 9 de marzo |
| Barracas Central      | 3 - 1 | Excursionistas           | Olavarría y Luna             | 9 de marzo |
| San Martín de Burzaco | 0 - 1 | Dock Sud                 | Francisco Boga               | 9 de marzo |
| Defensores Unidos     | 0 - 1 | Argentino de Quilmes     | Gigante de Villa Fox         | 9 de marzo |
| Central Córdoba (R)   | 2 - 0 | Berazategui              | Gabino Sosa                  | 9 de marzo |
| Defensa y Justicia    | 3 - 0 | Flandria                 | Gral. Don José de San Martín | 9 de marzo |
| San Telmo             | 0 - 0 | Deportivo Merlo          | Pampa y Miñones              | 9 de marzo |
| Tristán Suárez        | 4 - 1 | Defensores de Cambaceres | Moreno y Fariña              | 9 de marzo |
| Almagro               | 4 - 1 | Comunicaciones           | Tres de Febrero              | 9 de marzo |

| Excursionistas           | 0 - 0 | Deportivo Armenio     | Pampa y Miñones             | 16 de marzo |
| Almagro                  | 2 - 0 | Ituzaingó             | Tres de Febrero             | 16 de marzo |
| Comunicaciones           | 4 - 1 | San Telmo             | Comunicaciones              | 16 de marzo |
| Colegiales               | 1 - 1 | Tristán Suárez        | Malaver y Posadas           | 16 de marzo |
| Flandria                 | 1 - 0 | Central Córdoba (R)   | Carlos V                    | 16 de marzo |
| Berazategui              | 1 - 0 | Defensores Unidos     | Norman Lee                  | 16 de marzo |
| Argentino de Quilmes     | 1 - 1 | San Martín de Burzaco | Argentino de Quilmes        | 16 de marzo |
| Dock Sud                 | 2 - 1 | Barracas Central      | De Los Inmigrantes          | 16 de marzo |
| Deportivo Merlo          | 0 - 0 | Arsenal de Sarandí    | José Manuel Moreno          | 16 de marzo |
| Defensores de Cambaceres | 0 - 1 | Defensa y Justicia    | Camino Rivadavia y Quintana | 16 de marzo |

| Defensa y Justicia    | 2 - 1 | Colegiales               | Gral. Don José de San Martín | 23 de marzo |
| Tristán Suárez        | 0 - 0 | Deportivo Merlo          | Moreno y Fariña              | 23 de marzo |
| Arsenal de Sarandí    | 3 - 1 | Comunicaciones           | El Viaducto                  | 23 de marzo |
| San Telmo             | 2 - 2 | Almagro                  | Pampa y Miñones              | 23 de marzo |
| Ituzaingó             | 1 - 1 | Excursionistas           | Pacheco y Mariano Acosta     | 23 de marzo |
| Deportivo Armenio     | 1 - 1 | Dock Sud                 | Juan Pasquale                | 23 de marzo |
| Barracas Central      | 0 - 0 | Argentino de Quilmes     | Olavarría y Luna             | 23 de marzo |
| San Martín de Burzaco | 1 - 1 | Berazategui              | Francisco Boga               | 23 de marzo |
| Central Córdoba (R)   | 2 - 0 | Defensores de Cambaceres | Gabino Sosa                  | 23 de marzo |
| Defensores Unidos     | 1 - 3 | Flandria                 | Gigante de Villa Fox         | 23 de marzo |

| Almagro                  | 1 - 3 | Arsenal de Sarandí    | Tres de Febrero             | 30 de marzo |
| Deportivo Merlo          | 0 - 1 | Defensa y Justicia    | José Manuel Moreno          | 30 de marzo |
| Flandria                 | 4 - 2 | San Martín de Burzaco | Carlos V                    | 30 de marzo |
| Berazategui              | 2 - 0 | Barracas Central      | Norman Lee                  | 30 de marzo |
| San Telmo                | 2 - 2 | Ituzaingó             | Pampa y Miñones             | 30 de marzo |
| Comunicaciones           | 2 - 2 | Tristán Suárez        | Comunicaciones              | 30 de marzo |
| Colegiales               | 2 - 2 | Central Córdoba (R)   | Malaver y Posadas           | 30 de marzo |
| Dock Sud                 | 1 - 2 | Excursionistas        | De Los Inmigrantes          | 30 de marzo |
| Argentino de Quilmes     | 2 - 2 | Deportivo Armenio     | Argentino de Quilmes        | 30 de marzo |
| Defensores de Cambaceres | 1 - 1 | Defensores Unidos     | Camino Rivadavia y Quintana | 30 de marzo |

| Ituzaingó             | 1 - 1 | Dock Sud                 | Pacheco y Mariano Acosta     | 6 de abril |
| Excursionistas        | 2 - 0 | Argentino de Quilmes     | Pampa y Miñones              | 6 de abril |
| Deportivo Armenio     | 1 - 0 | Berazategui              | Juan Pasquale                | 6 de abril |
| Barracas Central      | 0 - 0 | Flandria                 | Olavarría y Luna             | 6 de abril |
| San Martín de Burzaco | 0 - 1 | Defensores de Cambaceres | Francisco Boga               | 6 de abril |
| Defensores Unidos     | 3 - 2 | Colegiales               | Gigante de Villa Fox         | 6 de abril |
| Central Córdoba (R)   | 1 - 1 | Deportivo Merlo          | Gabino Sosa                  | 6 de abril |
| Defensa y Justicia    | 2 - 0 | Comunicaciones           | Gral. Don José de San Martín | 6 de abril |
| Tristán Suárez        | 0 - 0 | Almagro                  | Moreno y Fariña              | 6 de abril |
| Arsenal de Sarandí    | 3 - 2 | San Telmo                | El Viaducto                  | 6 de abril |

| Comunicaciones           | 1 - 0 | Central Córdoba (R)   | Comunicaciones              | 20 de abril |
| Argentino de Quilmes     | 3 - 2 | Dock Sud              | Argentino de Quilmes        | 20 de abril |
| Arsenal de Sarandí       | 1 - 0 | Ituzaingó             | El Viaducto                 | 20 de abril |
| San Telmo                | 0 - 3 | Tristán Suárez        | Pampa y Miñones             | 20 de abril |
| Almagro                  | 0 - 0 | Defensa y Justicia    | Tres de Febrero             | 20 de abril |
| Deportivo Merlo          | 5 - 2 | Defensores Unidos     | José Manuel Moreno          | 20 de abril |
| Colegiales               | 2 - 0 | San Martín de Burzaco | Malaver y Posadas           | 20 de abril |
| Defensores de Cambaceres | 0 - 0 | Barracas Central      | Camino Rivadavia y Quintana | 20 de abril |
| Flandria                 | 0 - 0 | Deportivo Armenio     | Carlos V                    | 20 de abril |
| Berazategui              | 0 - 3 | Excursionistas        | Norman Lee                  | 20 de abril |

| Barracas Central      | 2 - 1 | Colegiales               | Olavarría y Luna             | 27 de abril |
| Defensa y Justicia    | 1 - 0 | San Telmo                | Gral. Don José de San Martín | 27 de abril |
| Dock Sud              | 1 - 1 | Berazategui              | De Los Inmigrantes           | 27 de abril |
| Excursionistas        | 3 - 1 | Flandria                 | Pampa y Miñones              | 27 de abril |
| Deportivo Armenio     | 1 - 0 | Defensores de Cambaceres | Juan Pasquale                | 27 de abril |
| Defensores Unidos     | 2 - 1 | Comunicaciones           | Gigante de Villa Fox         | 27 de abril |
| Central Córdoba (R)   | 2 - 1 | Almagro                  | Gabino Sosa                  | 27 de abril |
| Ituzaingó             | 1 - 0 | Argentino de Quilmes     | Pacheco y Mariano Acosta     | 27 de abril |
| San Martín de Burzaco | 1 - 1 | Deportivo Merlo          | Francisco Boga               | 27 de abril |
| Tristán Suárez        | 0 - 2 | Arsenal de Sarandí       | Moreno y Fariña              | 27 de abril |

| Arsenal de Sarandí       | 1 - 1 | Defensa y Justicia    | El Viaducto                 | 4 de mayo |
| San Telmo                | 3 - 0 | Central Córdoba (R)   | Pampa y Miñones             | 4 de mayo |
| Tristán Suárez           | 0 - 1 | Ituzaingó             | Moreno y Fariña             | 4 de mayo |
| Almagro                  | 2 - 2 | Defensores Unidos     | Tres de Febrero             | 4 de mayo |
| Comunicaciones           | 5 - 1 | San Martín de Burzaco | Comunicaciones              | 4 de mayo |
| Deportivo Merlo          | 3 - 1 | Barracas Central      | José Manuel Moreno          | 4 de mayo |
| Colegiales               | 1 - 1 | Deportivo Armenio     | Malaver y Posadas           | 4 de mayo |
| Defensores de Cambaceres | 1 - 1 | Excursionistas        | Camino Rivadavia y Quintana | 4 de mayo |
| Flandria                 | 2 - 2 | Dock Sud              | Carlos V                    | 4 de mayo |
| Berazategui              | 2 - 2 | Argentino de Quilmes  | Norman Lee                  | 4 de mayo |

| Deportivo Armenio     | 1 - 0 | Deportivo Merlo          | Juan Pasquale                | 11 de mayo |
| Central Córdoba (R)   | 3 - 1 | Arsenal de Sarandí       | Gabino Sosa                  | 11 de mayo |
| Ituzaingó             | 0 - 1 | Berazategui              | Pacheco y Mariano Acosta     | 11 de mayo |
| Argentino de Quilmes  | 2 - 2 | Flandria                 | Argentino de Quilmes         | 11 de mayo |
| Dock Sud              | 2 - 1 | Defensores de Cambaceres | De Los Inmigrantes           | 11 de mayo |
| Excursionistas        | 2 - 0 | Colegiales               | Pampa y Miñones              | 11 de mayo |
| Barracas Central      | 0 - 0 | Comunicaciones           | Olavarría y Luna             | 11 de mayo |
| San Martín de Burzaco | 1 - 3 | Almagro                  | Francisco Boga               | 11 de mayo |
| Defensores Unidos     | 2 - 2 | San Telmo                | Gigante de Villa Fox         | 11 de mayo |
| Defensa y Justicia    | 1 - 0 | Tristán Suárez           | Gral. Don José de San Martín | 11 de mayo |

| Almagro                  | 2 - 0 | Barracas Central      | Tres de Febrero              | 18 de mayo |
| Comunicaciones           | 1 - 1 | Deportivo Armenio     | Comunicaciones               | 18 de mayo |
| Defensa y Justicia       | 1 - 0 | Ituzaingó             | Gral. Don José de San Martín | 18 de mayo |
| Tristán Suárez           | 0 - 0 | Central Córdoba (R)   | Moreno y Fariña              | 18 de mayo |
| Arsenal de Sarandí       | 0 - 1 | Defensores Unidos     | El Viaducto                  | 18 de mayo |
| San Telmo                | 4 - 2 | San Martín de Burzaco | Pampa y Miñones              | 18 de mayo |
| Deportivo Merlo          | 3 - 4 | Excursionistas        | José Manuel Moreno           | 18 de mayo |
| Colegiales               | 2 - 4 | Dock Sud              | Malaver y Posadas            | 18 de mayo |
| Defensores de Cambaceres | 2 - 3 | Argentino de Quilmes  | Camino Rivadavia y Quintana  | 18 de mayo |
| Flandria                 | 1 - 0 | Berazategui           | Carlos V                     | 18 de mayo |

| Excursionistas        | 1 - 2 | Comunicaciones           | Pampa y Miñones          | 25 de mayo |
| Deportivo Armenio     | 0 - 4 | Almagro                  | Juan Pasquale            | 25 de mayo |
| Defensores Unidos     | 2 - 3 | Tristán Suárez           | Gigante de Villa Fox     | 25 de mayo |
| Central Córdoba (R)   | 2 - 2 | Defensa y Justicia       | Gabino Sosa              | 25 de mayo |
| San Martín de Burzaco | 1 - 0 | Arsenal de Sarandí       | Francisco Boga           | 25 de mayo |
| Barracas Central      | 1 - 4 | San Telmo                | Olavarría y Luna         | 25 de mayo |
| Dock Sud              | 2 - 0 | Deportivo Merlo          | De Los Inmigrantes       | 25 de mayo |
| Argentino de Quilmes  | 4 - 0 | Colegiales               | Argentino de Quilmes     | 25 de mayo |
| Berazategui           | 1 - 0 | Defensores de Cambaceres | Norman Lee               | 25 de mayo |
| Ituzaingó             | 3 - 1 | Flandria                 | Pacheco y Mariano Acosta | 25 de mayo |

| Central Córdoba (R)      | 2 - 1 | Ituzaingó             | Gabino Sosa                  | 8 de junio |
| Defensa y Justicia       | 4 - 1 | Defensores Unidos     | Gral. Don José de San Martín | 8 de junio |
| Tristán Suárez           | 2 - 1 | San Martín de Burzaco | Moreno y Fariña              | 8 de junio |
| Arsenal de Sarandí       | 1 - 0 | Barracas Central      | El Viaducto                  | 8 de junio |
| San Telmo                | 0 - 0 | Deportivo Armenio     | Pampa y Miñones              | 8 de junio |
| Comunicaciones           | 2 - 1 | Dock Sud              | Comunicaciones               | 8 de junio |
| Deportivo Merlo          | 2 - 1 | Argentino de Quilmes  | José Manuel Moreno           | 8 de junio |
| Defensores de Cambaceres | 0 - 0 | Flandria              | Camino Rivadavia y Quintana  | 8 de junio |
| Almagro                  | 2 - 1 | Excursionistas        | Tres de Febrero              | 8 de junio |
| Colegiales               | 3 - 0 | Berazategui           | Malaver y Posadas            | 8 de junio |

| San Martín de Burzaco | 1 - 3 | Defensa y Justicia       | Francisco Boga           | 15 de junio |
| Ituzaingó             | 2 - 0 | Defensores de Cambaceres | Pacheco y Mariano Acosta | 15 de junio |
| Flandria              | 1 - 1 | Colegiales               | Carlos V                 | 15 de junio |
| Berazategui           | 3 - 5 | Deportivo Merlo          | Norman Lee               | 15 de junio |
| Barracas Central      | 2 - 5 | Tristán Suárez           | Olavarría y Luna         | 15 de junio |
| Deportivo Armenio     | 3 - 1 | Arsenal de Sarandí       | Juan Pasquale            | 15 de junio |
| Defensores Unidos     | 2 - 1 | Central Córdoba (R)      | Gigante de Villa Fox     | 15 de junio |
| Argentino de Quilmes  | 1 - 2 | Comunicaciones           | Argentino de Quilmes     | 15 de junio |
| Dock Sud              | 1 - 1 | Almagro                  | De Los Inmigrantes       | 15 de junio |
| Excursionistas        | 4 - 3 | San Telmo                | Pampa y Miñones          | 15 de junio |

| Arsenal de Sarandí  | 0 - 0 | Excursionistas           | El Viaducto                  | 22 de junio |
| Central Córdoba (R) | 1 - 1 | San Martín de Burzaco    | Gabino Sosa                  | 22 de junio |
| Almagro             | 0 - 0 | Argentino de Quilmes     | Tres de Febrero              | 22 de junio |
| Defensores Unidos   | 2 - 3 | Ituzaingó                | Gigante de Villa Fox         | 22 de junio |
| Defensa y Justicia  | 1 - 2 | Barracas Central         | Gral. Don José de San Martín | 22 de junio |
| Tristán Suárez      | 1 - 2 | Deportivo Armenio        | Moreno y Fariña              | 22 de junio |
| San Telmo           | 2 - 3 | Dock Sud                 | Pampa y Miñones              | 22 de junio |
| Comunicaciones      | 2 - 0 | Berazategui              | Comunicaciones               | 22 de junio |
| Deportivo Merlo     | 3 - 2 | Flandria                 | José Manuel Moreno           | 22 de junio |
| Colegiales          | 1 - 2 | Defensores de Cambaceres | Malaver y Posadas            | 22 de junio |

| Deportivo Armenio        | 1 - 0 | Defensa y Justicia  | Juan Pasquale               | 29 de junio |
| Flandria                 | 2 - 0 | Comunicaciones      | Carlos V                    | 29 de junio |
| Dock Sud                 | 1 - 0 | Arsenal de Sarandí  | De Los Inmigrantes          | 29 de junio |
| Excursionistas           | 1 - 1 | Tristán Suárez      | Pampa y Miñones             | 29 de junio |
| Ituzaingó                | 4 - 0 | Colegiales          | Pacheco y Mariano Acosta    | 29 de junio |
| Argentino de Quilmes     | 2 - 2 | San Telmo           | Argentino de Quilmes        | 29 de junio |
| Defensores de Cambaceres | 1 - 2 | Deportivo Merlo     | Camino Rivadavia y Quintana | 29 de junio |
| Berazategui              | 0 - 2 | Almagro             | Norman Lee                  | 29 de junio |
| San Martín de Burzaco    | 2 - 2 | Defensores Unidos   | Francisco Boga              | 29 de junio |
| Barracas Central         | 0 - 2 | Central Córdoba (R) | Olavarría y Luna            | 29 de junio |

| Defensa y Justicia    | 1 - 0 | Excursionistas           | Gral. Don José de San Martín | 7 de julio |
| Arsenal de Sarandí    | 3 - 1 | Argentino de Quilmes     | El Viaducto                  | 7 de julio |
| Defensores Unidos     | 1 - 1 | Barracas Central         | Gigante de Villa Fox         | 7 de julio |
| Central Córdoba (R)   | 1 - 1 | Deportivo Armenio        | Gabino Sosa                  | 7 de julio |
| Almagro               | 1 - 0 | Flandria                 | Tres de Febrero              | 7 de julio |
| San Martín de Burzaco | 0 - 1 | Ituzaingó                | Francisco Boga               | 7 de julio |
| Tristán Suárez        | 4 - 2 | Dock Sud                 | Moreno y Fariña              | 7 de julio |
| San Telmo             | 2 - 0 | Berazategui              | Pampa y Miñones              | 7 de julio |
| Comunicaciones        | 0 - 1 | Defensores de Cambaceres | Comunicaciones               | 7 de julio |
| Deportivo Merlo       | 0 - 0 | Colegiales               | José Manuel Moreno           | 7 de julio |

| Dock Sud                 | 1 - 1 | Defensa y Justicia    | De Los Inmigrantes          | 13 de julio |
| Barracas Central         | 2 - 1 | San Martín de Burzaco | Olavarría y Luna            | 13 de julio |
| Berazategui              | 1 - 1 | Arsenal de Sarandí    | Norman Lee                  | 13 de julio |
| Excursionistas           | 1 - 2 | Central Córdoba (R)   | Pampa y Miñones             | 13 de julio |
| Ituzaingó                | 0 - 0 | Deportivo Merlo       | Pacheco y Mariano Acosta    | 13 de julio |
| Deportivo Armenio        | 2 - 0 | Defensores Unidos     | Juan Pasquale               | 13 de julio |
| Flandria                 | 2 - 2 | San Telmo             | Carlos V                    | 13 de julio |
| Defensores de Cambaceres | 0 - 1 | Almagro               | Camino Rivadavia y Quintana | 13 de julio |
| Argentino de Quilmes     | 0 - 1 | Tristán Suárez        | Argentino de Quilmes        | 13 de julio |
| Colegiales               | 1 - 1 | Comunicaciones        | Malaver y Posadas           | 13 de julio |

| Dock Sud                 | 1 - 1 | Central Córdoba (R)   | De Los Inmigrantes          | 20 de julio |
| Barracas Central         | 1 - 2 | Ituzaingó             | Olavarría y Luna            | 20 de julio |
| Argentino de Quilmes     | 1 - 2 | Defensa y Justicia    | Argentino de Quilmes        | 20 de julio |
| Deportivo Armenio        | 2 - 0 | San Martín de Burzaco | Estudiantes (BA)            | 20 de julio |
| Defensores de Cambaceres | 3 - 0 | San Telmo             | Camino Rivadavia y Quintana | 20 de julio |
| Berazategui              | 0 - 2 | Tristán Suárez        | Norman Lee                  | 20 de julio |
| Flandria                 | 1 - 0 | Arsenal de Sarandí    | Carlos V                    | 20 de julio |
| Deportivo Merlo          | 1 - 1 | Comunicaciones        | José Manuel Moreno          | 20 de julio |
| Excursionistas           | 1 - 0 | Defensores Unidos     | Pampa y Miñones             | 20 de julio |
| Colegiales               | 1 - 4 | Almagro               | Malaver y Posadas           | 20 de julio |

| Defensa y Justicia    | 1 - 0 | Berazategui              | Gral. Don José de San Martín | 27 de julio |
| Almagro               | 0 - 1 | Deportivo Merlo          | Tres de Febrero              | 27 de julio |
| Central Córdoba (R)   | 3 - 0 | Argentino de Quilmes     | Gabino Sosa                  | 27 de julio |
| Arsenal de Sarandí    | 0 - 2 | Defensores de Cambaceres | El Viaducto                  | 27 de julio |
| Tristán Suárez        | 0 - 0 | Flandria                 | Moreno y Fariña              | 27 de julio |
| San Telmo             | 0 - 2 | Colegiales               | Pampa y Miñones              | 27 de julio |
| San Martín de Burzaco | 1 - 5 | Excursionistas           | Francisco Boga               | 27 de julio |
| Defensores Unidos     | 1 - 2 | Dock Sud                 | Gigante de Villa Fox         | 27 de julio |
| Ituzaingó             | 1 - 0 | Comunicaciones           | Pacheco y Mariano Acosta     | 27 de julio |
| Barracas Central      | 0 - 1 | Deportivo Armenio        | Olavarría y Luna             | 30 de julio |

| Flandria                 | 0 - 0 | Defensa y Justicia    | Carlos V                    | 3 de agosto |
| Deportivo Merlo          | 5 - 1 | San Telmo             | José Manuel Moreno          | 3 de agosto |
| Excursionistas           | 3 - 1 | Barracas Central      | Pampa y Miñones             | 3 de agosto |
| Comunicaciones           | 0 - 2 | Almagro               | Comunicaciones              | 3 de agosto |
| Defensores de Cambaceres | 1 - 1 | Tristán Suárez        | Camino Rivadavia y Quintana | 3 de agosto |
| Dock Sud                 | 7 - 0 | San Martín de Burzaco | De Los Inmigrantes          | 3 de agosto |
| Argentino de Quilmes     | 0 - 2 | Defensores Unidos     | Argentino de Quilmes        | 3 de agosto |
| Berazategui              | 1 - 1 | Central Córdoba (R)   | Norman Lee                  | 3 de agosto |
| Colegiales               | 2 - 1 | Arsenal de Sarandí    | Malaver y Posadas           | 3 de agosto |
| Deportivo Armenio        | 0 - 0 | Ituzaingó             | Estudiantes (BA)            | 3 de agosto |

| Central Córdoba (R)   | 2 - 2 | Flandria                 | Gabino Sosa                  | 17 de agosto |
| Tristán Suárez        | 3 - 0 | Colegiales               | Moreno y Fariña              | 17 de agosto |
| San Telmo             | 0 - 1 | Comunicaciones           | Pampa y Miñones              | 17 de agosto |
| Arsenal de Sarandí    | 1 - 1 | Deportivo Merlo          | El Viaducto                  | 17 de agosto |
| Deportivo Armenio     | 2 - 0 | Excursionistas           | Estudiantes (BA)             | 17 de agosto |
| Defensa y Justicia    | 3 - 1 | Defensores de Cambaceres | Gral. Don José de San Martín | 17 de agosto |
| Defensores Unidos     | 0 - 0 | Berazategui              | Gigante de Villa Fox         | 17 de agosto |
| Barracas Central      | 1 - 1 | Dock Sud                 | Olavarría y Luna             | 17 de agosto |
| San Martín de Burzaco | 3 - 2 | Argentino de Quilmes     | Francisco Boga               | 17 de agosto |
| Ituzaingó             | 1 - 0 | Almagro                  | Pacheco y Mariano Acosta     | 17 de agosto |

| Defensores de Cambaceres | 4 - 0 | Central Córdoba (R)   | Camino Rivadavia y Quintana | 24 de agosto |
| Dock Sud                 | 0 - 0 | Deportivo Armenio     | De Los Inmigrantes          | 24 de agosto |
| Almagro                  | 1 - 1 | San Telmo             | Tres de Febrero             | 24 de agosto |
| Deportivo Merlo          | 2 - 2 | Tristán Suárez        | José Manuel Moreno          | 24 de agosto |
| Colegiales               | 2 - 0 | Defensa y Justicia    | Malaver y Posadas           | 24 de agosto |
| Berazategui              | 1 - 2 | San Martín de Burzaco | Norman Lee                  | 24 de agosto |
| Argentino de Quilmes     | 3 - 2 | Barracas Central      | Argentino de Quilmes        | 24 de agosto |
| Flandria                 | 1 - 1 | Defensores Unidos     | Carlos V                    | 24 de agosto |
| Comunicaciones           | 0 - 0 | Arsenal de Sarandí    | Comunicaciones              | 24 de agosto |
| Excursionistas           | 0 - 2 | Ituzaingó             | Pampa y Miñones             | 24 de agosto |

| Defensores Unidos     | 1 - 0 | Defensores de Cambaceres | Gigante de Villa Fox         | 31 de agosto |
| Barracas Central      | 0 - 2 | Berazategui              | Olavarría y Luna             | 31 de agosto |
| Arsenal de Sarandí    | 2 - 0 | Almagro                  | El Viaducto                  | 31 de agosto |
| Tristán Suárez        | 1 - 0 | Comunicaciones           | Moreno y Fariña              | 31 de agosto |
| Deportivo Armenio     | 1 - 1 | Argentino de Quilmes     | Chacarita Juniors            | 31 de agosto |
| Defensa y Justicia    | 1 - 1 | Deportivo Merlo          | Gral. Don José de San Martín | 31 de agosto |
| Central Córdoba (R)   | 2 - 0 | Colegiales               | Gabino Sosa                  | 31 de agosto |
| Excursionistas        | 4 - 2 | Dock Sud                 | Pampa y Miñones              | 31 de agosto |
| San Martín de Burzaco | 0 - 5 | Flandria                 | Francisco Boga               | 31 de agosto |
| Ituzaingó             | 1 - 1 | San Telmo                | Pacheco y Mariano Acosta     | 31 de agosto |

| Argentino de Quilmes     | 0 - 2 | Excursionistas        | Argentino de Quilmes        | 7 de septiembre |
| Flandria                 | 5 - 1 | Barracas Central      | Carlos V                    | 7 de septiembre |
| Defensores de Cambaceres | 1 - 2 | San Martín de Burzaco | Camino Rivadavia y Quintana | 7 de septiembre |
| Deportivo Merlo          | 2 - 1 | Central Córdoba (R)   | José Manuel Moreno          | 7 de septiembre |
| Berazategui              | 1 - 5 | Deportivo Armenio     | Norman Lee                  | 7 de septiembre |
| San Telmo                | 1 - 1 | Arsenal de Sarandí    | Pampa y Miñones             | 7 de septiembre |
| Almagro                  | 0 - 1 | Tristán Suárez        | Tres de Febrero             | 7 de septiembre |
| Comunicaciones           | 2 - 2 | Defensa y Justicia    | Comunicaciones              | 7 de septiembre |
| Colegiales               | 2 - 1 | Defensores Unidos     | Malaver y Posadas           | 7 de septiembre |
| Dock Sud                 | 0 - 0 | Ituzaingó             | De Los Inmigrantes          | 7 de septiembre |

| San Martín de Burzaco | 1 - 1 | Colegiales               | Francisco Boga               | 14 de septiembre |
| Barracas Central      | 0 - 1 | Defensores de Cambaceres | Olavarría y Luna             | 14 de septiembre |
| Excursionistas        | 3 - 2 | Berazategui              | Pampa y Miñones              | 14 de septiembre |
| Central Córdoba (R)   | 2 - 4 | Comunicaciones           | Gabino Sosa                  | 14 de septiembre |
| Defensa y Justicia    | 3 - 1 | Almagro                  | Gral. Don José de San Martín | 14 de septiembre |
| Ituzaingó             | 1 - 0 | Arsenal de Sarandí       | Pacheco y Mariano Acosta     | 14 de septiembre |
| Tristán Suárez        | 3 - 2 | San Telmo                | Moreno y Fariña              | 14 de septiembre |
| Deportivo Armenio     | 2 - 1 | Flandria                 | Nueva Chicago                | 14 de septiembre |
| Dock Sud              | 1 - 0 | Argentino de Quilmes     | De Los Inmigrantes           | 14 de septiembre |
| Defensores Unidos     | 1 - 2 | Deportivo Merlo          | Gigante de Villa Fox         | 14 de septiembre |

| Flandria                 | 2 - 2 | Excursionistas        | Carlos V                    | 21 de septiembre |
| Defensores de Cambaceres | 2 - 1 | Deportivo Armenio     | Camino Rivadavia y Quintana | 21 de septiembre |
| Berazategui              | 0 - 0 | Dock Sud              | Norman Lee                  | 21 de septiembre |
| Colegiales               | 1 - 3 | Barracas Central      | Malaver y Posadas           | 21 de septiembre |
| San Telmo                | 0 - 1 | Defensa y Justicia    | Pampa y Miñones             | 21 de septiembre |
| Comunicaciones           | 2 - 2 | Defensores Unidos     | Comunicaciones              | 21 de septiembre |
| Arsenal de Sarandí       | 2 - 0 | Tristán Suárez        | El Viaducto                 | 21 de septiembre |
| Almagro                  | 7 - 0 | Central Córdoba (R)   | Tres de Febrero             | 21 de septiembre |
| Deportivo Merlo          | 3 - 2 | San Martín de Burzaco | José Manuel Moreno          | 21 de septiembre |
| Argentino de Quilmes     | 1 - 1 | Ituzaingó             | Argentino de Quilmes        | 21 de septiembre |

| Excursionistas        | 1 - 0 | Defensores de Cambaceres | Pampa y Miñones              | 28 de septiembre |
| Ituzaingó             | 0 - 0 | Tristán Suárez           | Pacheco y Mariano Acosta     | 28 de septiembre |
| Barracas Central      | 0 - 0 | Deportivo Merlo          | Olavarría y Luna             | 28 de septiembre |
| Defensa y Justicia    | 1 - 0 | Arsenal de Sarandí       | Gral. Don José de San Martín | 28 de septiembre |
| Deportivo Armenio     | 3 - 2 | Colegiales               | Nueva Chicago                | 28 de septiembre |
| Defensores Unidos     | 1 - 1 | Almagro                  | Gigante de Villa Fox         | 28 de septiembre |
| Dock Sud              | 1 - 0 | Flandria                 | De Los Inmigrantes           | 28 de septiembre |
| San Martín de Burzaco | 2 - 1 | Comunicaciones           | Francisco Boga               | 28 de septiembre |
| Central Córdoba (R)   | 2 - 0 | San Telmo                | Gabino Sosa                  | 28 de septiembre |
| Argentino de Quilmes  | 4 - 1 | Berazategui              | Argentino de Quilmes         | 28 de septiembre |

| San Telmo                | 1 - 1 | Defensores Unidos     | Pampa y Miñones             | 5 de octubre |
| Colegiales               | 1 - 3 | Excursionistas        | Malaver y Posadas           | 5 de octubre |
| Comunicaciones           | 3 - 2 | Barracas Central      | Comunicaciones              | 5 de octubre |
| Deportivo Merlo          | 0 - 2 | Deportivo Armenio     | José Manuel Moreno          | 5 de octubre |
| Tristán Suárez           | 1 - 1 | Defensa y Justicia    | Moreno y Fariña             | 5 de octubre |
| Berazategui              | 1 - 2 | Ituzaingó             | Norman Lee                  | 5 de octubre |
| Arsenal de Sarandí       | 2 - 1 | Central Córdoba (R)   | El Viaducto                 | 5 de octubre |
| Flandria                 | 3 - 1 | Argentino de Quilmes  | Carlos V                    | 5 de octubre |
| Almagro                  | 1 - 1 | San Martín de Burzaco | Tres de Febrero             | 5 de octubre |
| Defensores de Cambaceres | 2 - 2 | Dock Sud              | Camino Rivadavia y Quintana | 5 de octubre |

| Berazategui           | 0 - 0 | Flandria                 | Norman Lee                      | 12 de octubre |
| Argentino de Quilmes  | 5 - 5 | Defensores de Cambaceres | Estadio de Argentino de Quilmes | 12 de octubre |
| Ituzaingó             | 1 - 1 | Defensa y Justicia       | Pacheco y Mariano Acosta        | 12 de octubre |
| Barracas Central      | 1 - 3 | Almagro                  | Olavarría y Luna                | 12 de octubre |
| Dock Sud              | 4 - 1 | Colegiales               | De Los Inmigrantes              | 12 de octubre |
| Central Córdoba (R)   | 1 - 1 | Tristán Suárez           | Gabino Sosa                     | 12 de octubre |
| Defensores Unidos     | 2 - 2 | Arsenal de Sarandí       | Gigante de Villa Fox            | 12 de octubre |
| San Martín de Burzaco | 1 - 0 | San Telmo                | Francisco Boga                  | 12 de octubre |
| Deportivo Armenio     | 4 - 0 | Comunicaciones           | Nueva Chicago                   | 12 de octubre |
| Excursionistas        | 4 - 0 | Deportivo Merlo          | Pampa y Miñones                 | 15 de octubre |

| Almagro                  | 4 - 1 | Deportivo Armenio     | Tres de Febrero              | 19 de octubre |
| Comunicaciones           | 1 - 1 | Excursionistas        | Comunicaciones               | 19 de octubre |
| Deportivo Merlo          | 2 - 2 | Dock Sud              | José Manuel Moreno           | 19 de octubre |
| Arsenal de Sarandí       | 1 - 1 | San Martín de Burzaco | El Viaducto                  | 19 de octubre |
| Defensa y Justicia       | 3 - 0 | Central Córdoba (R)   | Gral. Don José de San Martín | 19 de octubre |
| Tristán Suárez           | 4 - 1 | Defensores Unidos     | Moreno y Fariña              | 19 de octubre |
| Flandria                 | 3 - 0 | Ituzaingó             | Carlos V                     | 19 de octubre |
| Colegiales               | 3 - 2 | Argentino de Quilmes  | Malaver y Posadas            | 19 de octubre |
| San Telmo                | 2 - 1 | Barracas Central      | Pampa y Miñones              | 19 de octubre |
| Defensores de Cambaceres | 2 - 0 | Berazategui           | Camino Rivadavia y Quintana  | 23 de octubre |

| Ituzaingó             | 3 - 0 | Central Córdoba (R)      | Pacheco y Mariano Acosta | 26 de octubre  |
| San Martín de Burzaco | 2 - 3 | Tristán Suárez           | Francisco Boga           | 26 de octubre  |
| Argentino de Quilmes  | 1 - 3 | Deportivo Merlo          | Argentino de Quilmes     | 26 de octubre  |
| Berazategui           | 2 - 1 | Colegiales               | Norman Lee               | 26 de octubre  |
| Deportivo Armenio     | 2 - 2 | San Telmo                | Juan Pasquale            | 26 de octubre  |
| Defensores Unidos     | 0 - 4 | Defensa y Justicia       | Gigante de Villa Fox     | 26 de octubre  |
| Excursionistas        | 1 - 0 | Almagro                  | Pampa y Miñones          | 26 de octubre  |
| Flandria              | 2 - 2 | Defensores de Cambaceres | Carlos V                 | 26 de octubre  |
| Dock Sud              | 2 - 0 | Comunicaciones           | De Los Inmigrantes       | 26 de octubre  |
| Barracas Central      | 0 - 2 | Arsenal de Sarandí       | Olavarría y Luna         | 6 de noviembre |

| Colegiales               | 1 - 2 | Flandria              | Malaver y Posadas            | 2 de noviembre |
| Deportivo Merlo          | 1 - 1 | Berazategui           | José Manuel Moreno           | 2 de noviembre |
| Defensores de Cambaceres | 0 - 3 | Ituzaingó             | Camino Rivadavia y Quintana  | 2 de noviembre |
| Tristán Suárez           | 4 - 0 | Barracas Central      | Moreno y Fariña              | 2 de noviembre |
| Defensa y Justicia       | 2 - 0 | San Martín de Burzaco | Gral. Don José de San Martín | 2 de noviembre |
| Arsenal de Sarandí       | 0 - 0 | Deportivo Armenio     | El Viaducto                  | 2 de noviembre |
| San Telmo                | 1 - 2 | Excursionistas        | Pampa y Miñones              | 2 de noviembre |
| Almagro                  | 1 - 4 | Dock Sud              | Tres de Febrero              | 2 de noviembre |
| Comunicaciones           | 0 - 1 | Argentino de Quilmes  | Comunicaciones               | 2 de noviembre |
| Central Córdoba (R)      | 3 - 0 | Defensores Unidos     | Gabino Sosa                  | 2 de noviembre |

| Dock Sud                 | 2 - 0 | San Telmo           | De Los Inmigrantes          | 23 de noviembre |
| Barracas Central         | 0 - 7 | Defensa y Justicia  | Olavarría y Luna            | 23 de noviembre |
| Excursionistas           | 1 - 1 | Arsenal de Sarandí  | Pampa y Miñones             | 23 de noviembre |
| San Martín de Burzaco    | 2 - 1 | Central Córdoba (R) | Francisco Boga              | 23 de noviembre |
| Deportivo Armenio        | 2 - 2 | Tristán Suárez      | Juan Pasquale               | 23 de noviembre |
| Argentino de Quilmes     | 0 - 2 | Almagro             | Argentino de Quilmes        | 23 de noviembre |
| Flandria                 | 0 - 1 | Deportivo Merlo     | Carlos V                    | 23 de noviembre |
| Ituzaingó                | 1 - 1 | Defensores Unidos   | Pacheco y Mariano Acosta    | 23 de noviembre |
| Defensores de Cambaceres | 5 - 1 | Colegiales          | Camino Rivadavia y Quintana | 23 de noviembre |
| Berazategui              | 3 - 0 | Comunicaciones      | Norman Lee                  | 23 de noviembre |

| Central Córdoba (R) | 2 - 2 | Barracas Central         | Gigante de Arroyito          | 16 de noviembre |
| Defensa y Justicia  | 1 - 0 | Deportivo Armenio        | Gral. Don José de San Martín | 16 de noviembre |
| Comunicaciones      | 1 - 0 | Flandria                 | Comunicaciones               | 16 de noviembre |
| San Telmo           | 0 - 1 | Argentino de Quilmes     | Pampa y Miñones              | 16 de noviembre |
| Tristán Suárez      | 2 - 1 | Excursionistas           | Moreno y Fariña              | 16 de noviembre |
| Colegiales          | 1 - 4 | Ituzaingó                | Malaver y Posadas            | 16 de noviembre |
| Deportivo Merlo     | 5 - 1 | Defensores de Cambaceres | José Manuel Moreno           | 16 de noviembre |
| Arsenal de Sarandí  | 1 - 0 | Dock Sud                 | El Viaducto                  | 16 de noviembre |
| Almagro             | 5 - 1 | Berazategui              | Tres de Febrero              | 16 de noviembre |
| Defensores Unidos   | 2 - 0 | San Martín de Burzaco    | Gigante de Villa Fox         | 16 de noviembre |

| Barracas Central         | 0 - 3 | Defensores Unidos     | Olavarría y Luna            | 26 de noviembre |
| Defensores de Cambaceres | 2 - 1 | Comunicaciones        | Camino Rivadavia y Quintana | 26 de noviembre |
| Ituzaingó                | 2 - 1 | San Martín de Burzaco | Pacheco y Mariano Acosta    | 26 de noviembre |
| Colegiales               | 3 - 1 | Deportivo Merlo       | Malaver y Posadas           | 26 de noviembre |
| Berazategui              | 3 - 0 | San Telmo             | Norman Lee                  | 26 de noviembre |
| Dock Sud                 | 0 - 1 | Tristán Suárez        | De Los Inmigrantes          | 26 de noviembre |
| Deportivo Armenio        | 1 - 0 | Central Córdoba (R)   | Juan Pasquale               | 26 de noviembre |
| Excursionistas           | 2 - 2 | Defensa y Justicia    | Pampa y Miñones             | 26 de noviembre |
| Flandria                 | 4 - 2 | Almagro               | Carlos V                    | 26 de noviembre |
| Argentino de Quilmes     | 0 - 2 | Arsenal de Sarandí    | Argentino de Quilmes        | 26 de noviembre |

| San Telmo             | 3 - 2 | Flandria                 | Pampa y Miñones              | 30 de noviembre |
| San Martín de Burzaco | 1 - 1 | Barracas Central         | Francisco Boga               | 30 de noviembre |
| Tristán Suárez        | 3 - 1 | Argentino de Quilmes     | Moreno y Fariña              | 30 de noviembre |
| Arsenal de Sarandí    | 1 - 0 | Berazategui              | El Viaducto                  | 30 de noviembre |
| Defensa y Justicia    | 5 - 0 | Dock Sud                 | Gral. Don José de San Martín | 30 de noviembre |
| Central Córdoba (R)   | 2 - 4 | Excursionistas           | Gabino Sosa                  | 30 de noviembre |
| Almagro               | 1 - 0 | Defensores de Cambaceres | Tres de Febrero              | 30 de noviembre |
| Comunicaciones        | 2 - 2 | Colegiales               | Comunicaciones               | 30 de noviembre |
| Defensores Unidos     | 0 - 1 | Deportivo Armenio        | Gigante de Villa Fox         | 30 de noviembre |
| Deportivo Merlo       | 1 - 1 | Ituzaingó                | José Manuel Moreno           | 30 de noviembre |

## Torneo Reducido

### Cuadro de desarrollo
|  | Cuartos de final         | Cuartos de final    | Cuartos de final    | Cuartos de final    |   |                   | Semifinales          | Semifinales          | Semifinales          | Semifinales          |  |                   | Final                | Final                | Final                | Final                |  |
|  | 4 y 12 de diciembre      | 4 y 12 de diciembre | 4 y 12 de diciembre | 4 y 12 de diciembre |   |                   | 11 y 14 de diciembre | 11 y 14 de diciembre | 11 y 14 de diciembre | 11 y 14 de diciembre |  |                   | 18 y 21 de diciembre | 18 y 21 de diciembre | 18 y 21 de diciembre | 18 y 21 de diciembre |  |
|  |                          |                     |                     |                     |   |                   |                      |                      |                      |                      |  |                   |                      |                      |                      |                      |  |
|  |                          |                     |                     |                     |   |                   |                      |                      |                      |                      |  |                   |                      |                      |                      |                      |  |
|  | Deportivo Armenio (v.d.) | 2                   | 1                   | 3                   |   |                   |                      |                      |                      |                      |  |                   |                      |                      |                      |                      |  |
|  | Deportivo Armenio (v.d.) | 2                   | 1                   | 3                   |   |                   |                      |                      |                      |                      |  |                   |                      |                      |                      |                      |  |
|  | Deportivo Merlo          | 1                   | 2                   | 3                   |   |                   |                      |                      |                      |                      |  |                   |                      |                      |                      |                      |  |
|  | Deportivo Merlo          | 1                   | 2                   | 3                   |   | Deportivo Armenio | 0                    | 3                    | 3                    |                      |  |                   |                      |                      |                      |                      |  |
|  |                          |                     |                     |                     |   | Deportivo Armenio | 0                    | 3                    | 3                    |                      |  |                   |                      |                      |                      |                      |  |
|  |                          |                     | Dock Sud            | 1                   | 0 | 1                 |                      |                      |                      |                      |  |                   |                      |                      |                      |                      |  |
|  | Tristán Suárez           | 0                   | Dock Sud            | 1                   | 0 | 1                 | 0                    | 0                    |                      |                      |  |                   |                      |                      |                      |                      |  |
|  | Tristán Suárez           | 0                   |                     |                     |   |                   |                      |                      |                      |                      |  |                   |                      |                      |                      |                      |  |
|  | Dock Sud                 | 1                   | 0                   | 1                   |   |                   |                      |                      |                      |                      |  |                   |                      |                      |                      |                      |  |
|  | Dock Sud                 | 1                   | 0                   | 1                   |   |                   |                      |                      |                      |                      |  | Deportivo Armenio | 0                    | 4                    | 4                    |                      |  |
|  |                          |                     |                     |                     |   |                   |                      |                      |                      |                      |  | Deportivo Armenio | 0                    | 4                    | 4                    |                      |  |
|  |                          |                     | Almagro             | 0                   | 2 | 2                 |                      |                      |                      |                      |  |                   |                      |                      |                      |                      |  |
|  | Excursionistas           | 0                   | Almagro             | 0                   | 2 | 2                 | 1                    | 1                    |                      |                      |  |                   |                      |                      |                      |                      |  |
|  | Excursionistas           | 0                   |                     |                     |   |                   |                      |                      |                      |                      |  |                   |                      |                      |                      |                      |  |
|  | Almagro                  | 0                   | 2                   | 2                   |   |                   |                      |                      |                      |                      |  |                   |                      |                      |                      |                      |  |
|  | Almagro                  | 0                   | 2                   | 2                   |   | Almagro           | 2                    | 1                    | 3                    |                      |  |                   |                      |                      |                      |                      |  |
|  |                          |                     |                     |                     |   | Almagro           | 2                    | 1                    | 3                    |                      |  |                   |                      |                      |                      |                      |  |
|  |                          |                     | Ituzaingó           | 0                   | 0 | 0                 |                      |                      |                      |                      |  |                   |                      |                      |                      |                      |  |
|  | Arsenal de Sarandí       | 1                   | Ituzaingó           | 0                   | 0 | 0                 | 0                    | 1                    |                      |                      |  |                   |                      |                      |                      |                      |  |
|  | Arsenal de Sarandí       | 1                   |                     |                     |   |                   |                      |                      |                      |                      |  |                   |                      |                      |                      |                      |  |
|  | Ituzaingó (v.d.)         | 1                   | 0                   | 1                   |   |                   |                      |                      |                      |                      |  |                   |                      |                      |                      |                      |  |
|  | Ituzaingó (v.d.)         | 1                   | 0                   | 1                   |   |                   |                      |                      |                      |                      |  |                   |                      |                      |                      |                      |  |
|  |                          |                     |                     |                     |   |                   |                      |                      |                      |                      |  |                   |                      |                      |                      |                      |  |

- Nota: En cada llave, el equipo que ocupa la primera línea es el que definió la serie como local.

Deportivo Armenio ascendió a la Primera B.

## Tabla de descenso
| Pos  | Equipo                   | Prom. | 1983 | 1984 | 1985 | Pts | Temp |
| ---- | ------------------------ | ----- | ---- | ---- | ---- | --- | ---- |
| 1.º  | Deportivo Armenio        | 51,00 | -    | -    | 51   | 51  | 1    |
| 2.º  | Almagro                  | 49,66 | 54   | 51   | 44   | 149 | 3    |
| 3.º  | Defensa y Justicia       | 47,66 | 41   | 45   | 57   | 143 | 3    |
| 4.º  | Arsenal de Sarandí       | 45,00 | -    | -    | 45   | 45  | 1    |
| 5.º  | Ituzaingó                | 44,00 | 43   | 40   | 49   | 132 | 3    |
| 6.º  | Dock Sud                 | 44,00 | -    | -    | 44   | 44  | 1    |
| 7.º  | Excursionistas           | 40,66 | 47   | 24   | 51   | 122 | 3    |
| 8.º  | Argentino de Quilmes     | 39,66 | 41   | 49   | 29   | 119 | 3    |
| 9.º  | Deportivo Merlo          | 37,66 | 40   | 28   | 45   | 113 | 3    |
| 10.º | San Telmo                | 37,66 | 42   | 45   | 26   | 113 | 3    |
| 11.º | Central Córdoba (R)      | 37,50 | -    | 39   | 36   | 75  | 2    |
| 12.º | Colegiales               | 36,33 | 32   | 50   | 27   | 109 | 3    |
| 13.º | Berazategui              | 35,66 | 37   | 44   | 26   | 107 | 3    |
| 14.º | Tristán Suárez           | 35,66 | 23   | 33   | 51   | 107 | 3    |
| 15.º | Flandria                 | 35,00 | 27   | 38   | 40   | 105 | 3    |
| 16.º | Defensores Unidos        | 33,66 | 30   | 42   | 29   | 101 | 3    |
| 17.º | Comunicaciones           | 30,66 | 36   | 20   | 36   | 92  | 3    |
| 18.º | Defensores de Cambaceres | 30,00 | -    | -    | 30   | 30  | 1    |
| 19.º | San Martín (Burzaco)     | 29,00 | -    | 34   | 24   | 58  | 2    |
| 20.º | Barracas Central         | 23,33 | 17   | 33   | 20   | 70  | 3    |

|  |                              |
|  | Descendieron a la Primera D. |

## Goleadores[3]
| Pos. | Jugador              | Jugador               | Goles | Equipo            |
| ---- | -------------------- | --------------------- | ----- | ----------------- |
| 1    | Bandera de Argentina | Pedro Daniel Grosso   | 20    | Dock Sud          |
| 2    | Bandera de Argentina | Héctor Froilán Aragón | 19    | Tristán Suárez    |
| 3    | Bandera de Argentina | Roberto Horvath       | 18    | Almagro           |
| 3    | Bandera de Argentina | Daniel Omar Núñez     | 18    | Ctral Córdoba (R) |
| 4    | Bandera de Argentina | Omar Catalán          | 17    | Almagro           |
| 5    | Bandera de Argentina | Juan Gómez Caballero  | 16    | Deportivo Merlo   |